# Regolamento parlamentare
Un regolamento parlamentare, nel diritto parlamentare, è l'atto normativo con il quale la camera di un parlamento disciplina la propria organizzazione interna ed il proprio funzionamento.

## Nella gerarchia delle fonti
La costituzione si limita a disciplinare gli aspetti principali dell'organizzazione e del funzionamento del parlamento, demandando il resto della disciplina al regolamento adottato da ciascuna camera (o dall'unica camera di un parlamento monocamerale) con le modalità stabilite dalla stessa costituzione, che sovente richiede la maggioranza assoluta o, addirittura, una maggioranza qualificata per l'approvazione, a tutela delle minoranze. Generalmente le Camere hanno specifiche commissioni incaricate di sottoporre all'assemblea i regolamenti da approvare e le eventuali modifiche agli stessi, oltre che della loro interpretazione.
Tali regolamenti, a differenza degli omonimi atti adottati dal potere esecutivo, non sono, nella maggioranza degli ordinamenti, subordinati alle leggi nella gerarchia delle fonti del diritto, ma posti sullo stesso piano: i rapporti tra le due fonti non sono, quindi, regolati dal principio di gerarchia ma da quello di competenza, nel senso che la legge non può invadere la sfera di competenza specificamente attribuita al regolamento.

## Evoluzione della sovranità parlamentare
In alcuni ordinamenti, come quello francese, i regolamenti parlamentari sono subordinati alla legge a partire dalla V Repubblica; in quello britannico, essi sono sempre stati per lo più espressione di prassi erette a consuetudine ed a Costituzione flessibile basta una legge ordinaria a derogare alla consuetudine.
Le tradizionali concezioni di assoluta separatezza del Parlamento dall'ordinamento giuridico generale, in Italia, sono invece state declinate in modo assai più rigoroso delle altre democrazie europee.
Solo con la sentenza n. 120 del 2014 è stato affermato dalla Corte costituzionale che i regolamenti parlamentari sono fonti del diritto come tutte le altre e, pertanto, anch'essi non possono disciplinare materie che fuoriescano dalla sfera di attribuzioni dei rispettivi organi costituzionali. In tal senso, già il diritto pubblico comparato aveva da tempo affermato la natura funzionale di tale riparto di competenza, il che comportava che l'esorbitanza di un regolamento potesse essere sanzionata da un organo giurisdizionale esterno, che sottrae alla Camera interessata la potestà esclusiva di interpretare il proprio regolamento: è stato fatto in Gran Bretagna con la sentenza Chaytor della Corte suprema, negli Stati Uniti con la sentenza National Labor Relations Board v. Noel Canning della Corte suprema e dalla Corte europea dei diritti dell'uomo nella sentenza Karacsony.

## I vizi della procedura parlamentare
La non-giustiziabilità del regolamento parlamentare comincia ad essere revocata in dubbio, anche in riferimento al vizio in procedendo della legge: ciò sia nel caso in cui si lamenti un'interpretazione regolamentare erronea, sia in quello in cui si ritenga che la norma del regolamento sia in violazione della Costituzione.
Si tratta di un'evoluzione già affermatasi in Germania ed in Francia. Tale evoluzione, in Italia, trovava l'ostacolo dell'impossibilità di adire in via diretta la Corte costituzionale da parte dei parlamentari soccombenti, ma, dopo l'approvazione della legge di bilancio per il 2019, la Corte costituzionale ha affermato che "per le leggi future simili modalità decisionali dovranno essere abbandonate altrimenti potranno non superare il vaglio di costituzionalità".